# Episodi di The Cleveland Show (seconda stagione)
La seconda stagione di The Cleveland Show, composta da 22 episodi, è andata in onda negli Stati Uniti dal 26 settembre 2010 al 15 maggio 2011 su Fox.
In Italia, la seconda stagione è andata in onda dal 21 agosto 2011 al 22 gennaio 2012 su Fox.

## Episodi
| N° | Codice di produzione | Titolo italiano              | Titolo originale                         | Prima TV USA      | Prima TV Italia   |
| -- | -------------------- | ---------------------------- | ---------------------------------------- | ----------------- | ----------------- |
| 1  | 2APS06               | Compagni di giochi           | Harder, Better, Faster, Browner          | 26 settembre 2010 | 21 agosto 2011    |
| 2  | 2APS01               | Cleveland Live!              | Cleveland Live                           | 3 ottobre 2010    | 28 agosto 2011    |
| 3  | 2APS05               | Viaggio in Africa            | How Cleveland Got His Groove Back        | 10 ottobre 2010   | 4 settembre 2011  |
| 4  | 2APS04               | Un enorme pancake            | It's The Great Pancake, Cleveland Brown  | 7 novembre 2010   | 11 settembre 2011 |
| 5  | 2APS03               | Vincere a tutti i costi      | Little man on campus                     | 14 novembre 2010  | 18 settembre 2011 |
| 6  | 2APS02               | Roboporc                     | Fat and wet                              | 21 novembre 2010  | 25 settembre 2011 |
| 7  | 2APS08               | Matrimonio a Las Vegas       | Another Bad Thanksgiving                 | 28 novembre 2010  | 2 ottobre 2011    |
| 8  | 2APS09               | Buon Natale, felice Hanukkah | Murray Christmas                         | 5 dicembre 2010   | 9 ottobre 2011    |
| 9  | 2APS07               | Birratona                    | Beer walk                                | 5 dicembre 2010   | 16 ottobre 2011   |
| 10 | 2APS10               | Il rodeo                     | Ain't Nothin' But Mutton Bustin          | 9 gennaio 2011    | 23 ottobre 2011   |
| 11 | 2APS12               | Corsa d'auto clandestina     | How Do You Solve a Problem Like Roberta? | 16 gennaio 2011   | 30 ottobre 2011   |
| 12 | 2APS11               | La promozione                | Like a Boss                              | 23 gennaio 2011   | 6 novembre 2011   |
| 13 | 2APS14               | Piccoli grandi uomini        | A Short Story and a Tall Tale            | 13 febbraio 2011  | 13 novembre 2011  |
| 14 | 2APS17               | Il fidanzato di Terry        | Terry Unmarried                          | 20 febbraio 2011  | 20 novembre 2011  |
| 15 | 2APS13               | La battaglia di Stoolbend    | The Blue, The Gray and The Brown         | 6 marzo 2011      | 27 novembre 2011  |
| 16 | 2APS15               | La truffa                    | The Way the Cookie Crumbles              | 13 marzo 2011     | 4 dicembre 2011   |
| 17 | 2APS16               | Una seconda vita             | To Live and Die in VA                    | 20 marzo 2011     | 11 dicembre 2011  |
| 18 | 2APS18               | L'essenza di Cleveland       | The Essence of Cleveland                 | 3 aprile 2011     | 18 dicembre 2011  |
| 19 | 1APS15               | Incontri ravvicinati         | Ship'rect                                | 10 aprile 2011    | 1º gennaio 2012   |
| 20 | 2APS19               | Le ficolimpiadi              | Back to Cool                             | 17 aprile 2011    | 8 gennaio 2012    |
| 21 | 2APS21               | Lo show di Cleveland         | Your Show of Shows                       | 8 maggio 2011     | 15 gennaio 2012   |
| 22 | 2APS22               | La cioccolata hot            | Hot Cocoa Bang Bang                      | 15 maggio 2011    | 22 gennaio 2012   |

## Compagni di giochi
- Sceneggiatura: Matt Murray
- Regia: Ian Graham
- Messa in onda originale: 26 settembre 2010
- Messa in onda italiana: 21 agosto 2011

Cleveland accompagna Rallo all'asilo ed ha occasione di parlare con Kenny West, scoprendo che è senzatetto e vive in macchina con la figlia, Candice. Allora gli propone di vivere temporaneamente nel suo garage, a patto che rinunci a voler diventare un rapper. Kenny acconsente ma poi Cleveland, spronato da Donna, si convince di averlo privato dei suoi sogni, così lo aiuta a farsi un nome nel mondo della musica hip-hop, ma senza successo. Ad una tavola calda, sentono la notizia di una bambina caduta in un pozzo ed organizzano un concerto di beneficenza per la bambina. Il loro singolo diventa dunque molto famoso, ma Kenny decide di licenziare Cleveland.
Intanto Rallo e Candice si sono incontrati di nuovo, più innamorati di prima, ma Rallo decide di lasciarla in quanto troppo opprimente.
Durante tutto l'episodio Cleveland, ossessionato dal fatto che il suo compagno di scuola Barry Obama sia diventato presidente degli Stati Uniti d'America, fa continui riferimenti a lui, mettendo in risalto il suo disprezzo (ma anche la sua invidia). Alla fine, Obama arriva a casa Brown e sfida Cleveland a pallacanestro, battendolo.

## Cleveland Live!
- Sceneggiatura: Jonathan Green e Gabe Miller
- Regia: Ken Wong
- Messa in onda originale: 3 ottobre 2010
- Messa in onda italiana: 28 agosto 2011

L'intero episodio viene trasmesso come se fosse girato in diretta. Cleveland manda i ragazzi da Robert, in modo da poter festeggiare il suo primo anniversario con Donna. Roberta, intanto, va a casa di una sua amica. A casa di Robert alcuni bussano alla porta, ed egli crede che siano venuti per arrestarlo, a causa dei lettori DVD rubati: allora scappa e si rifugia a casa di Cleveland. Quest'ultimo, tuttavia, vorrebbe festeggiare il suo anniversario, quindi chiede a Tim di mettere in pratica le sue continue prediche da buon cristiano ed ospitare l'ex marito di Donna. Ma Tim coglie Robert e Arianna nel copulare, così va a casa di Cleveland. Intanto sopraggiunge Roberta, lamentandosi di essere stata tagliata fuori dall'episodio, e dà un pugno sulla gola a Cleveland, il quale è costretto a chiamare la pubblicità.
Al ritorno, Cleveland si trova di fronte ad un macchinista travestito da Roberta, il quale, leggendo il copione, afferma di essere dispiaciuta per ciò che ha fatto e che sta tornando a casa della sua amica.
Intanto Cleveland e Donna vanno da Arianna, che descrive loro gli eccitanti rapporti sessuali che ha avuto con Robert e dice che non ha intenzione di tornare con Tim. La scena si sposta a casa Brown/Tubbs, dove irrompe Robert, inseguito nuovamente. La porta si spalanca e sopraggiunge Julia Roberts nei panni della poliziotta Julia Robertson. Roberta è ormai ubriaca ed ricomincia a sparlare sul palco, intanto il regista fa di tutto per tagliarla fuori dall'inquadratura. Andandosene via, sbatte la porta e una luce di scena cade su Julia Roberts. Un equipaggio medico accorre per salvare Julia ed il regista annuncia che sono a corto di tempo. Così Cleveland racconta in fretta il modo in cui si concluderà l'episodio: Tim e Arianna torneranno insieme, Robert trascorrerà più tempo con i bambini e Cleveland e Donna otterranno la loro cena romantica.

## Viaggio in Africa
- Sceneggiatura: Julius Sharpe
- Regia: Oreste Canestrelli
- Messa in onda originale: 10 ottobre 2010
- Messa in onda italiana: 4 settembre 2011

Quando Lester costruisce un dragster per l'imminente gara, Cleveland si candida come pilota. Nonostante le obiezioni di Lester, Tim e Holt appoggiano Cleveland. A Lo sgabello rotto, stufo del suo vantarsi, Lester sfida Cleveland a baseball, anche se in seguito si nota come Lester non sia affatto in grado di lanciare la palla. Alla sfida, Lester sta per essere sconfitto, ma Kendra gli ricorda la sua abilità nel colpire le puzzole con i sassi nel periodo in cui non avevano nulla da mangiare ed erano costretti a mangiare con le puzzole catturate. Pensando al guantone di Kendra come una puzzola, Lester riesce a battere Cleveland e prende il suo posto nel gruppo. Depresso, Cleveland cerca invano di trovare un nuovo gruppo di amici. Successivamente decide che riscoprire le sue radici con una vacanza in Africa è la soluzione ideale. Donna lo convince ad andarci con tutta la famiglia. Durante una sosta aerea nelle Hawaii, Cleveland e gli altri si fanno attrarre dal luogo e decidono di fermarsi lì. Tuttavia, per non deludere le aspettative di Rallo, il quale era molto eccitato all'idea di andare in Africa, tutti quanti fanno finta di esserci davvero. Al loro ritorno a Stoolbend la famiglia scopre che, a causa dell'incompetenza di Lester come guidatore, sono accaduti parecchi disastri; così Cleveland viene accolto a braccia aperte e Tim, Holt e Lester si scusano con lui per non avergli permesso di essere il pilota. Infine, Rallo presenta le sue foto del viaggio in Africa ad una mostra scolastica, alla quale sono presenti tutti i genitori, mettendo in imbarazzo Cleveland e Donna.

## Un enorme pancake
- Sceneggiatura: Aseem Batra
- Regia: Ron Rubio
- Messa in onda originale: 7 novembre 2010
- Messa in onda italiana: 11 settembre 2011

È Halloween, e Junior decide di vestirsi da pancake. Cleveland non solo gli dice di essere troppo grande per travestirsi (specialmente con un costume ridicolo come il suo), ma gli chiede di rimanere a casa a consegnare i dolci ai bambini, mentre lui, Donna, Rallo e Roberta sarebbero usciti. Junior inizialmente obbedisce, ma poi indossa nuovamente il costume e va per strada. Una volta uscito di casa incontra i ragazzi più grandi della scuola, che lo deridono e gli lanciano delle uova. Venuto a sapere di ciò, Cleveland decide di cambiare radicalmente il modo di mostrarsi e di comportarsi del figlio. Tuttavia, Junior è molto infelice, perché indossa i panni di un ragazzo in cui non si riconosce. Donna lo fa notare a Cleveland, che si scusa col figlio e si veste, assieme a Tim, Lester ed Holt rispettivamente da bacon, vasetto di miele, uovo fritto e toast. Tutti insieme vanno a vendicarsi, lanciando uova contro i bulli che lo hanno umiliato il giorno di Halloween.
Nel frattempo, Donna dice a Rallo di non mangiare tutti i dolci che ha ricevuto ad Halloween, ma il figlio disubbidisce. Il giorno dopo, Rallo si accorge di avere un dente mancante. Perseguitato dall'angosciante timore di raccontarlo a sua madre, Rallo decide, la sera stessa, di nascondere il dente sotto il cuscino. La mattina seguente, al posto del dente, trova una moneta e Donna gli racconta la favola della fatina dei denti.

## Vincere a tutti i costi
- Sceneggiatura: Kevin Biggins e Travis Bowe
- Regia: Anthony Agrusa
- Messa in onda originale: 14 novembre 2010
- Messa in onda italiana: 18 settembre 2011

I Growlers, la squadra di baseball della scuola di Stoolbend, si stanno comportando molto bene in campionato. Mentre Cleveland è al bar a festeggiare con i suoi amici, arriva Chet Butler, suo storico rivale e allenatore dei Mud Falls, che gli lancia una sfida. In una partita amichevole, inoltre, il miglior lanciatore dei Growlers viene azzannato dalla mascotte della squadra stessa, così Cleveland pensa di far giocare Holt sotto il falso nome di Colt Koufax, in quanto si rivela un ottimo giocatore, ma senza dir nulla a Tim, bravo cristiano e personaggio dagli elevati valori morali, che si sarebbe sicuramente opposto. Intanto, Junior si vede alle prese con il progetto di laboratorio, per il quale deve modellare col legno qualcosa di creativo. I Growlers tornano più forti di prima, continuando a vincere, ma, la sera prima della finale contro i Mud Falls, Tim scopre tutto: così Kendra lo stordisce e Lester lo porta in un bosco. Il giorno dopo, subito prima della partita, Junior capisce che Colt non è altri che Holt con una parrucca; Cleveland gli dice che tutto è lecito, perché la vittoria è la cosa più importante. Durante la partita, tuttavia, Junior dice al padre di aver barato sul compito di laboratorio, rubando il progetto di Ernie, così Cleveland si accorge che tutto ciò che ha fatto è sbagliato e fa ritirare Holt al penultimo lancio. Fa entrare Raymond l'Orso in campo e consegna la vittoria nelle mani dei Mud Falls.

## Roboporc
- Sceneggiatura: Kirker Butler
- Regia: Matt Engstrom
- Messa in onda originale: 21 novembre 2010
- Messa in onda italiana: 25 settembre 2011

Mentre Cleveland si rilassa galleggiando nella piscina appena installata, Rallo rischia di cadervi dentro, così Donna, spaventata, gli ordina di restare lontano e a Cleveland di controllarlo. Di notte, Cleveland e Donna non riescono a dormire a causa di Junior, che non smette di russare, così il dr. Fist gli prescrive una maschera per aiutare la respirazione. Nonostante gli avvertimenti del padre, Jr. la indossa a scuola, dove viene preso in giro dai suoi compagni. Mentre tenta di placare la sua tristezza con una pizza, sopraggiunge Kendra e i due decidono di far votare una legge che vieti di ridicolizzare la gente in sovrappeso.
Donna, uscendo, chiede a Cleveland di tenere d'occhio Rallo e non farlo avvicinare alla piscina. Lui la ignora e Rallo cade in acqua, rischiando di affogare; Cleveland, tempestivamente, gli salva la vita con una respirazione artificiale. Inizialmente molto grato al suo salvatore, Rallo si rende conto di poter ricattare il suo patrigno. Intanto Cleveland e Lester, ubriachi, vengono intervistati riguardo alla legge Brown/Krinklesac, mettendo in ridicolo i rispettivi parenti. Junior e Kendra, profondamente offesi, non essendo passata la legge, capiscono che non sono accettati dalla comunità cittadina né, tanto meno, dalle loro famiglie, così decidono di scappare ed andare in Wisconsin. Frattanto, Rallo si spinge troppo oltre e Cleveland inizia ad immergerlo nella piscina fino a quando non accetta di porre fine al ricatto. Arrivati in Wisconsin, Kendra e Jr. sono molto felici, perché possono mangiare a più non posso; ma ben presto capiscono che il mangiare squilibratamente non può portare altro che problemi. Arrivano dunque Lester e Cleveland, si scusano per il loro comportamento e tornano tutti a casa.

## Matrimonio a Las Vegas
- Sceneggiatura: Clarence Livingston
- Regia: Mike L. Mayfield
- Messa in onda originale: 28 novembre 2010
- Messa in onda italiana: 2 ottobre 2011

Sta per arrivare il Giorno del ringraziamento e Janet, la sorella di Donna, fa visita alla famiglia Brown/Tubbs assieme ai suoi figli indisciplinati Brian e D'Brian. Cleveland ha sempre avuto dei rancori nei suoi confronti, fin dai tempi del liceo. Janet inizia ad uscire con Holt e i due decidono di scappare a Las Vegas per sposarsi. Cleveland e gli altri li raggiungono. Mentre Rallo e Junior hanno fatto jackpot e pagano una escort per farsi accompagnare in giro per la città, dei turisti asiatici scambiano Roberta per Beyoncé e lei sta al gioco. Intanto, mentre Cleveland cerca di convincere Holt che Janet non fa per lui, Donna parla con la sorella, criticando il suo solito comportamento infantile; ma Holt e Janet sono ancora decisi a sposarsi. Tuttavia, non appena Holt fa il suo discorso sull'altare, pieno di promesse di responsabilità, Janet dà ragione a Donna e dice ad Holt di essere troppo immatura per impegnarsi con lui, proponendogli una relazione aperta. Alla fine dell'episodio cenano tutti assieme.

## Buon Natale, felice Hanukkah
- Sceneggiatura: Kirker Butler
- Regia: Ken Wong
- Messa in onda originale: 5 dicembre 2010
- Messa in onda italiana: 9 ottobre 2011

Dopo essersi esibito in un coretto natalizio presso una casa di riposo, Rallo nota che uno degli anziani non lo stava ascoltando, così va da lui ed iniziano a litigare; la discussione è alimentata dal fatto che Rallo è di colore e Murray è ebreo. L'insegnante di Rallo lo costringe dunque a trascorrere il fine settimana all'ospizio, dove il bambino nota regnare molta tristezza e solitudine. Nel tentativo di ravvivare lo spirito di Murray, Rallo lo aiuta a fuggire e, dopo aver trascorso una giornata molto entusiasmante, gli propone di stare a casa sua.
Nel frattempo, Cleveland Jr. vede una foto natalizia ritraente suo padre con un occhio nero e scopre l'esistenza del "Boxing Day", giornata ricorrente nella quale "Treno merci" costringe il figlio a disputare un incontro di pugilato con lui. Donna cerca di spronare Cleveland a reagire e lo allena in vista del combattimento col padre. Durante l'incontro Cleveland atterra LaVar, che accusa un attacco di cuore.
Intanto Rallo scopre che Murray è malato, ma il vecchio preferisce morire felicemente piuttosto che continuare a stare nella casa di riposo. Tuttavia, quando Donna e Cleveland trovano la dentiera ed il pannolone di Murray, Rallo confessa di averlo ospitato in casa, tradendo la fiducia che il vecchio riponeva in lui, e lo riportano in ospizio per salvargli la vita.
Alla fine dell'episodio, Rallo, aiutato da Junior e dal patrigno, fa scappare tutti gli anziani della casa di riposo e li invita a casa, in parte addobbata per festeggiare l'Hanukkah di Murray.

## Birratona
- Sceneggiatura: Aaron Lee
- Regia: Jim Shellhorn
- Messa in onda originale: 5 dicembre 2010
- Messa in onda italiana: 16 ottobre 2011

Donna è stufa di fare tutti i lavori di casa. Cleveland, irritato dal fatto che la moglie gli rinfacci tutte le sue fatiche quotidiane nonché di essere iscritta all'associazione di volontariato "Sostenuto da un angelo", decide, assieme a Tim, Holt, Lester, Peter, Quagmire e Joe, di organizzare una maratona di beneficenza chiamata "Birratona", il cui ricavato sarà donato all'associazione CBAA medesima. Dopo l'evento, organizzato allo sgabello rotto, Cleveland, ubriaco, sale su un alto monociclo e cade sulla moglie. Donna prevede di rimanere immobilizzata per circa due mesi, nei quali ordina a Cleveland di fare tutte le faccende e di rappresentarla alla CBAA. Gli amici di Cleveland scoprono che Donna può muoversi benissimo e Tim la costringe a confessarlo al marito. Tuttavia, Cleveland è oramai diventato un ottimo casalingo e continua a sostituirla in tutti i suoi compiti. Donna, senza nulla da fare, finisce così per prendere il posto del marito al bar di Stoolbend, dove Tim la convince a riconquistare ciò che le appartiene. Donna, profondamente orgogliosa della sua condizione di casalinga, parla con Cleveland davanti a tutti i soci dell'associazione di volontariato e tutto torna come prima. Alla fine dell'episodio si scopre che è stato tutto un piano di Cleveland per far tornare le cose alla loro normalità.

## Il rodeo
- Sceneggiatura: Courtney Lilly
- Regia: Matt Engstrom
- Messa in onda originale: 9 gennaio 2011
- Messa in onda italiana: 23 ottobre 2011

È la giornata "Porta tuo figlio al lavoro" e Rallo è arrabbiato col patrigno per aver portato solo Junior con sé. Donna ordina a Cleveland di passare del tempo con Rallo, ma i due non riescono a legare. Quando, però, giungono al luna park, conoscono Tuff Hogland, il quale noleggia loro una pecora da cavalcare. Rallo si diverte molto e chiama la sua pecora Barnaby. Finalmente i due sembrano andare d'accordo, ma Donna, venuta a sapere ciò che Cleveland ha permesso di fare al figliastro, vieta loro di rifarlo. Cleveland, su consiglio di Lester, porta Rallo comunque al rodeo, ignorando l'ordine di Donna e trascurando le richieste di Junior. Quest'ultimo, insospettito, scopre che il padre disobbedisce a Donna e cerca di smascherarli. Al rodeo, Rallo viene a conoscenza che le pecore lì presenti sono destinate al macello, così fugge con Barnaby. Junior sviene in un bagno chimico mentre cerca di travestirsi da pecora e viene trasportato prima ad un festival storico e poi presso un concerto hippy. Qui incontra casualmente Rallo e i due tornano a casa insieme, lasciando Barnaby con gli hippy.

## Corsa d'auto clandestina
- Sceneggiatura: Aaron Lee
- Regia: Anthony Agrusa
- Messa in onda originale: 16 gennaio 2011
- Messa in onda italiana: 30 ottobre 2011

Alla festa annuale organizzata dalla scuola, Donna viene profondamente ferita da Roberta, la quale, dopo tanti anni, non vuole più cantare assieme a lei sul palco e la respinge davanti ai suoi amici; intanto Cleveland vince una gara con un viaggio per due come premio. Donna cerca di riparare il rapporto con la figlia, ma quando scopre che ha lasciato Federline per un uomo di 24 anni, Diego, le proibisce di vederlo e litigano aspramente; stufa del pavoneggiarsi del marito in quanto genitore migliore, Donna utilizza il suo premio per andare in vacanza con Kendra e lascia Roberta con Cleveland. La sera stessa, mentre il patrigno dorme, Roberta organizza una festa. Quando Cleveland trova la casa piena di ragazzini fuori controllo, va su tutte le furie. Nel frattempo, Roberta e Diego scappano e Cleveland li rincorre assieme a Raymond e Federline. Diego inizia una gara clandestina con degli automobilisti asiatici e Roberta si spaventa molto. Cleveland e Federline riescono a fermarli, così Roberta si pente e tornano a casa.
All'inizio dell'episodio, Rallo viene convinto da un finto mago di essere invisibile e lo si nota frequentemente correre senza vestiti; solo alla fine Cleveland gli dice che non è vero.

## La promozione
- Sceneggiatura: Matt Murray
- Regia: Ron Rubio
- Messa in onda originale: 23 gennaio 2011
- Messa in onda italiana: 6 novembre 2011

Alle scuole elementari, la sig.ra Lowenstein fa passare Turt Russel, la tartaruga di classe, da Julius nelle mani di Rallo, il quale la porta a casa ed affianca un walkie-talkie alla teca di vetro. Junior vede la tartaruga ed inizia a parlarle, così Rallo, grazie al microfono, fa credere al fratellastro che sia una tartarga parlante. Rallo, sfruttando l'ingenuità di Junior, gli fa fare tutto ciò che vuole; ma poco dopo Junior si stufa e butta la tartaruga nel water. Rallo va quindi a casa della sua maestra e le racconta tutto. La sig.ra Lowenstein gli confida che mai nessun alunno è riuscito a riportare viva la tartaruga a scuola e che, fino ad allora, ne sono morte già una dozzina. Intanto, alla sua festa di 25 anni in azienda, Tom Waterman, vice-direttore della Waterman Cable, muore. Al suo funerale, Terry confida a Cleveland di essersi proposto per il ruolo vacante. Cleveland, inizialmente entusiasta per il suo amico, viene convinto da Donna a candidarsi egli stesso, ma il posto viene assegnato inaspettatamente a Tim. Con Tim come capo, nell'ufficio domina il terrore e Cleveland rischia quasi il licenziamento per inadempienza al suo ruolo. Così, su suggerimento di Donna, Cleveland dice a Tim che la loro amicizia dovrebbe valere di più di una semplice promozione. Tim, dopo aver licenziato Chad (giudicato, a sua detta, una "presenza inquietante"), con lo scopo di sembrare un capo più comprensivo organizza una gita per il week-end, con partecipazione obbligatoria, la quale impedirebbe a Cleveland di guardare il Super Bowl. Cleveland, dunque, convince tutti i suoi colleghi ad assumere un atteggiamento di sfiducia nel ruolo di Tim. Dopo una lite, i due si confrontano e capiscono che la loro rivalità è causata soltanto dall'influenza delle rispettive mogli e fanno la pace. Tuttavia arriva Chad di soppiatto e spara a Tim, che viene riportato a casa in elicottero. Alla fine dell'episodio, Cleveland può finalmente guardare il tanto atteso Super Bowl assieme a tutti i suoi amici.

## Piccoli grandi uomini
- Sceneggiatura: Julius Sharpe
- Regia: Ian Graham
- Messa in onda originale: 13 febbraio 2011
- Messa in onda italiana: 13 novembre 2011

Rallo fa amicizia con Marty Barty, affetto da nanismo, che scambia per un bambino e dal quale viene scambiato per un adulto. I due passano la giornata insieme e alla fine Marty gli organizza un appuntamento con sua sorella, Trish Barty. Trish convince Rallo a sposarla, ma alla fine Rallo non si presenta al matrimonio.
Nel frattempo, Cleveland ottiene dei biglietti per andare a vedere una partita dell'NBA e porta con sé Donna. Alla partita si arrabbia con i giocatori della squadra che tifa e li insulta.
Quindi Marty, accompagnato da altri amici nani, ed i cestisti, si recano dai Brown per dare una lezione rispettivamente a Rallo e Cleveland; ma alla fine Marty e Rallo chiariscono l'equivoco e Cleveland e LeBron James fanno la pace.

## Il fidanzato di Terry
- Sceneggiatura: Aaron Lee
- Regia: Ken Wong
- Messa in onda originale: 20 febbraio 2011
- Messa in onda italiana: 20 novembre 2011

Rallo non capisce cosa ci sia che non va nel mangiarsi le caccole. Junior lo aiuta a "disintossicarsi" e alla fine riesce a smettere, cantando una canzone d'addio alla sua ultima caccola (che prende vita e canta anch'essa con la voce di Justin Timberlake).
Nel frattempo, Cleveland scopre che Donna odia il suo caffè e diventa paranoico riguardo agli ulteriori segreti che la moglie, eventualmente, potrebbe nascondergli. Donna gli confida così di non aver ancora terminato il processo di divorzio con Robert; Cleveland, non considerandosi sposato, finisce, su indicazione di Holt, in un locale per gay assieme ai suoi vicini. Lì scopre che Terry è gay, nonché fidanzato con un certo Paul. Donna propone di andare nel Vermont per celebrare un doppio matrimonio; ma il giorno del matrimonio Paul dice a Cleveland che Terry è scappato. Cleveland cerca Terry e lo trova a fare un bagno in un lago; si tuffa anche lui e pone fine ai ripensamenti ed ai timori del futuro sposo, salvando il matrimonio.

## La battaglia di Stoolbend
- Sceneggiatura: Jonathan Green e Gabe Miller
- Regia: Oreste Canestrelli
- Messa in onda originale: 6 marzo 2011
- Messa in onda italiana: 27 novembre 2011

Cleveland scopre che il drive-in di Stoolbend, dov'era solito andare in gioventù, è stato chiuso per fallimento, ma riesce a salvarlo difendendolo presso l'assemblea comunale. Lì viene notato da B. Emerson Plunkett II, pro-nipote del fondatore della cittadina, il quale gli chiede di salvare anche il Parco dei Fondatori. Cleveland, non sapendo che B. Emerson Plunkett I era stato un noto schiavista, accetta e riesce nel suo intento. Una volta scoperto di essere stato manipolato, Cleveland, su consiglio di Donna, decide di colpire Plunkett sul suo punto debole: da lì a poco, infatti, avrebbe avuto luogo una ricostruzione storica, nella quale si sarebbe inscenata una battaglia immaginaria della guerra civile. Cleveland ed i suoi amici, tranne Lester, che ha sempre parteggiato per il sud, si impegnano per cambiare le sorti della storia e far vincere il nord.

## La truffa
- Sceneggiatura: Chadd Gindin
- Regia: Jim Shellhorn
- Messa in onda originale: 13 marzo 2011
- Messa in onda italiana: 4 dicembre 2011

Cleveland scopre che i genitori hanno organizzato un mercatino in cui vendono tutti gli oggetti della sua infanzia. Infastidito, corre da loro e li ricompra tutti; ma Donna non vuole che li tenga in casa, così va ad affittare un magazzino. Lì incontra di nuovo i suoi genitori e capisce che stavano vendendo tutto perché non hanno più un soldo. Allora Cleveland inizia a schernire il padre perché si è fatto truffare, poi ospita entrambi a casa sua, dove obbliga il padre a fare i suoi lavori domestici, in cambio dell'ospitalità. Dopo una giornata di derisioni e sfruttamento, LaVar si stufa e torna al magazzino. Cookie confessa a Cleveland che il padre cercava solo di coprirla, mentre in realtà è stata lei a farsi truffare da un uomo con la promessa di farla diventare una modella. Allora Cleveland va a scusarsi col padre e lo convince a difendere l'onore di Evelyn. I due, assieme a Lester, Tim ed Holt, si vestono da donna e raggiungono il truffatore, il quale scopre il loro travestimento e si difende dicendo che tutto ciò che fa è legale; non solo dunque non riescono a recuperare il denaro di Cookie, ma si fanno truffare di nuovo e tornano a casa addirittura senza vestiti.

## Una seconda vita
- Sceneggiatura: Mehar Sethi
- Regia: Seung Cha
- Messa in onda originale: 20 marzo 2011
- Messa in onda italiana: 11 dicembre 2011

Cleveland propone ai suoi amici di comprare un furgone da trasformare in un automezzo di vendita ambulante di birra; Lester, inizialmente titubante, accetta. Fallita la loro attività, Lester s'infuria con Cleveland, lascia Kendra e simula un suicidio, facendo cadere il furgone in un dirupo e gettandosi dal veicolo prima che cadesse. Kendra va a vivere dai Brown. Cleveland, dopo un po' di tempo, riconosce Lester in un agente venditore di profumi e cerca invano di farlo tornare a casa; ma Lester è stufo del suo matrimonio con Kendra e vuole godersi una vita da single. Tuttavia, quando Kendra lo raggiungerà nel suo appartamento, riuscirà a fargli cambiare idea.
Nel frattempo Murray va dal barbiere con Rallo, il quale impara molte parole che non piacciono alla madre, la quale gli impedisce di tornarvi. Allora Rallo, avendo scoperto l'inclinazione di Junior per il mestiere di barbiere, decide di allestire una parruccheria in cucina, dove invita i suoi amici anziani. Donna, inizialmente adirata, approfitta dell'abilità del figliastro ed invita le sue amiche a casa. Rallo, dunque, torna a fare visita al barbiere di Murray, dove sfrutta la malattia di Alzheimer (dal quale paiono affetti tutti gli anziani clienti) per guadagnare un po'.

## L'essenza di Cleveland
- Sceneggiatura: Jonathan Green e Gabe Miller
- Regia: Matt Engstrom
- Messa in onda originale: 3 aprile 2011
- Messa in onda italiana: 18 dicembre 2011

Mentre Cleveland ed i suoi amici fanno finta di essere in procinti di acquistare una casa in vendita, Cleveland scopre di avere un'ammiratrice segreta. Dopo qualche indagine, scopre che tale ammiratrice è la sua vecchia compagna di scuola Patricia Donner. Quando lo dice a Donna, lei gli ricorda che Patty al liceo era conosciuta come "Fatty Patty", per via della sua obesità. Nonostante tale delusione, Cleveland va alla ricerca di Patty e scopre che ha un fisico completamente diverso. Inoltre, Patty confessa a Cleveland di esser sempre stata attratta da lui, soprattutto perché ai tempi del liceo era stato l'unico ad averle mostrato un po' di gentilezza. Cleveland, intanto, si lamenta di come Donna non sappia nulla su di lui. Donna suggerisce a Cleveland di invitare Patty a cena, ma rimane scioccata dal suo nuovo aspetto e vieta al marito di rivederla.
Ma Cleveland le disobbedisce: va a casa di Patty e viene drogato da quest'ultima, che lo priva della sua "essenza", con l'intento di concepire un bambino da lui. Cleveland e Donna riescono a raggiungere Patty mentre sta per essere inseminata dal dr. Fist. Donna riesce a convincere Patty che può trovare un inseminatore migliore, elencando tutti i difetti di Cleveland, il quale rimane molto soddisfatto di come la moglie abbia dimostrato di conoscerlo. Patty butta la provetta con lo sperma di Cleveland in mare, dal quale spunta un pesce con i suoi baffi.

## Incontri ravvicinati
- Sceneggiatura: Teri Schaffer e Raynelle Swilling
- Regia: Ken Wong
- Messa in onda originale: 10 aprile 2011
- Messa in onda italiana: 1º gennaio 2012

Rallo è costretto a restare bloccato a casa, a causa della febbre. Durante un'installazione Cleveland e Terry conoscono Barry Shadwell.Quando Cleveland scopre che Barry ha un figlio di nome Larry, sogna di cercare di far sposare Roberta e Larry. Nel frattempo, Barry invita Cleveland ad essere il suo partner nella Floaterboat Race. Cleveland è quindi costretto a dire ai suoi amici, che lui sarà il partner di Barry invece di lavorare sulla loro barca. Dopo una cena, con diversi drink e alcol, Barry riporta Cleveland a casa e lo bacia causandogli stupore e disgusto.
Cleveland è costretto a cercare di spiegare a Cleveland Jr. che lui non è gay e poi Barry arriva, sostenendo che stava solo seguendo "regole penitenziarie, mettendolo chiaramente a disagio con ciò che hanno sperimentato. Barry tenta di addossare la colpa a Cleveland, ma Cleveland si difende.Decidono di dimenticare l'intero incidente, ma Cleveland esprime riluttanza a continuare a essere il partner di Barry. Donna lo rimprovera dicendogli che non dovrebbe lasciare che la sua paura delle percepzioni omosessuali di Barry gli impediscano di essere il partner di Barry. Cleveland e accetta di essere di nuovo socio di Barry.
Mentre la gara inizia una folata di vento fa cadere Kendra in acqua, causando il cappottamento dell'imbarcazione e degli amici di Cleveland. Il vento fa rovesciare anche la maggior parte dell'altra barca. 
Cleveland e Barry faticano a tenere la loro barca insieme, e sono costretti in una serie di posizioni compromettenti, che culmina nel dover passare una corda tra i denti insieme. Riuscendo così a tenere la loro barca insieme e vincere la gara.
- Note: tale episodio doveva essere originariamente trasmesso il 14 marzo 2010[1] tra quelli della prima stagione, invece fu sostituito da un episodio de I Simpson.[2]

## Le ficolimpiadi
- Sceneggiatura: Kevin Biggins e Travis Bowe
- Regia: Anthony Agrusa
- Messa in onda originale: 17 aprile 2011
- Messa in onda italiana: 8 gennaio 2012

Cleveland jr, dopo aver passato qualche giorno in compagnia di Robert, instaurara un rapporto molto intimo con lui, arrivando persino a chiamarlo "papà" di fronte al vero padre, scatenando la sua invidia e quella del fratellastro Rallo.
Gli amici di bevute consigliano a Cleveland di organizzare delle "ficolimpiadi" per riconquistare la fiducia del figlio, che intanto, grazie ai consigli dell'ex marito di Donna, è riuscito a trovarsi una fidanzata.
La gara si svolge su un palco abusivo, gli sfidanti si dovranno confrontare in una serie di prove, e saranno giudicati da tre tra le persone più fighe, Snoop Dogg, Tony Hawk e Lando Calrissian. Cleveland fallisce tutte le prove, ma riesce a riconquistare l'ammirazione del figlio e Rallo si riappacifica col padre Robert.

## Lo show di Cleveland
- Sceneggiatura: Carl Reiner, Aseem Batra e Matt Murray
- Regia: Oreste Canestrelli
- Messa in onda originale: 8 maggio 2011
- Messa in onda italiana: 15 gennaio 2012

Cleveland è stato scelto dal suo capo come conduttore di un programma televisivo sponsorizzato dalla Waterman Cable, ma viene criticato molto negativamente. L'indomani, grazie a Lester, Tim ed Holt, capisce che i temi che in televisione attirano di più sono quelli di The Oprah Winfrey Show, Ellen o The View, allora decide di basare il suo show sugli argomenti delle trasmissioni medesime. Intanto, Rallo deve preparare uno spettacolo scolastico assieme a Bernard e Theodore, ma ha dei problemi e si rivolge a Murray, il quale consegna loro il testo di una canzone rap riguardante le responsabilità fiscale. Dopo l'esibizione, i tre bambini vengono presi in giro da tutta la scuola. Rallo racconta tutto a Cleveland (che nel frattempo ha iniziato a riscuotere un gran successo), il quale pensa che il figliastro sia adatto a cantare nel proprio show. Tuttavia, prima dell'esibizione televisiva, Murray consegna un nuovo testo a Rallo, pieno di parolacce, il quale solleva Cleveland dall'incarico di conduttore, ma fa guadagnare di nuovo a Rallo il rispetto dei suoi compagni di scuola.

## La cioccolata hot
- Sceneggiatura: Kirker Butler
- Regia: Ian Graham
- Messa in onda originale: 15 maggio 2011
- Messa in onda italiana: 22 gennaio 2012

Cleveland ha appena terminato il suo fumetto Waderman e vuole andare a San Diego per presentarlo al festival Comic-Con. Qui scopre che Donna ha recitato come protagonista in un film di Robert Rodríguez, La cioccolata hot (Hot Cocoa Bang Bang). Intanto, a Junior ed altri ragazzi è stato vietato l'ingresso per vedere Dr. Horrible's Sing-Along Blog, così incitano tutti gli altri giovani appassionati del genere fantasy a ribellarsi per riprendersi il "loro" festival.